# شعره شعره العجائز
شعره شعره العجائز (به عربی: الشعرة شعرة العجائز) یک روستا در سوریه است که در ناحیه سنجار واقع شده‌است. شعره شعره العجائز ۶۳۰ نفر جمعیت دارد.